# Голењача
Голењача или тибија, такође позната и као потколеница  је већа, јача и предња (фронтална) кост од два кости у нози испод колена код кичмењака (друга је лишњача (фибула), која је иза и са спољне стране голењаче). Она је на унутрашњој страни ноге поред лишњаче и ближа је средњој равни. Она спаја колено са скочним зглобом. Са лишњачом голењача је повезана интеркостном мембраном ноге, формирајући тип фиброзног зглоба (са ограниченим покретима) који се назива синдезмоза.  
Голењача је добила име тибија по латинској речи за цевасте музичке инструменте као што је флаута. Ови инструменти су се понекад правили од тибијалних костију животиња, тако да је тибије била корисна на много начина осим само за ношење телесне тежине током ходања. 
Голрњача је друга по величини кост у људском телу, после бутне кости, и спада у најјаче дуге кости које носе тежину тела.

## Анатомија
У људској анатомији голењача је друга највећа кост тела поред бутне кости, која ја као и код других кичмењака, заједно са лишњачом,  саставни  део зглоба колена и скочног зглоба. 
Састоји се од дијафизе и две епифизе. 
- Дијафиза је средишњи део голењаче, такође познат као осовина или тело.

- Епифизе су два заобљена краја кости; горњи (такође познат као горњи или проксимални) најближи бутини и доњи (такође познат као доњи или дистални) најближи стопалу.

Голењача је највише контрахирана у доњој трећини и дистални екстремитет је мањи од проксималног.
Осификација или формирање кости почиње у једном од три центра, једног у осовини и једног у сваком екстремитету.
Као и друге дуге кости, постоје три дела голењаче: 
- проксимални,  који је у саставу у коленог зглоба

- тело голењаче,  које  нуди много места за причвршћивање мишића ногу:

- дистални, који је у саставу у скочног зглоба

### Проксимални (горњи) окрајак
Проксимални или горњи окрајак голењаче је проширен у попречној равни са унутрашњим и спољашњим кондилом, који су спљоштени у хоризонталној равни. Медијални кондил је већи од  и боље је ослоњен преко осовине. Горње површине кондила се артикулишу са бутном кости и формирају тибиофеморални зглоб, део коленског зглоба који носи тежину. 
Медијални и латерални кондил су одвојени интеркондиларном површином  у којој се спајају укрштени лигаменти и менискус. Овде медијални и латерални интеркондиларни туберкул формирају интеркондиларну еминенцију. Заједно са медијалним и латералним кондилом, интеркондиларни регион формира тибијални плато, који се артикулише са доњим екстремитетом бутне кости и причвршћен је за њега. Интеркондиларна еминенција дели интеркондиларни део на предњи и задњи део . Антеролатерални регион предње интеркондиларне области је перфориран бројним малим отворима за хранљиве артерије . 
Зглобне површине оба кондила су конкавне, посебно централно. Равније спољне ивице су у контакту са менискусима. Горња површина медијалног кондила је овалног облика и шири се бочно на страну медијалног интеркондиларног туберкула . Горња површина латералних кондила је кружније форме и њена медијална ивица се протеже на страну бочног интеркондилног туберкула . На задњој површини медијалног кондила налази се хоризонтални жлеб за део везивања семимембранозног мишића, док латерални кондил има кружну фасету за артикулацију са главом лишњаче.  Испод кондила налази се тибијални туберозитет који служи за причвршћивање пателарног лигамента (наставак мишића квадрицепса фемориса). 

#### Површине
Горња зглобна површина представља две глатке зглобне фасете .
- Унутрашња фасета, овалног је облика, благо конкавна са стране на страну и од напред уназад.
- Бочна фасета, скоро кружна, је конкавна са стране на страну, али благо конвексна од напред уназад, посебно на свом задњем делу, где је продужена на задњу површину на кратком растојању.

Централни делови ових фасета се артикулишу са кондилима бутне кости, док њихови периферни делови подржавају менискусе коленског зглоба, који овде интервенишу између две кости .

### Интеркондиларна еминенција
Између зглобних фасета у интеркондиларној области , али ближе задњем него предњем делу кости, налази се интеркондилоидна еминенција ( кичма тибије ), надвишена са обе стране истакнутим туберкулом, на чијим странама се налазе зглобне фасете. продужено; испред и иза интеркондилоидне еминенције су храпава удубљења за причвршћивање предњих и задњих укрштених лигамената и менискуса.

#### Површине
Предње површине кондила су континуиране једна са другом, формирајући велику донекле спљоштену површину; ово подручје је троугласто, широко изнад и перфорирано великим васкуларним отворима; уски испод где се завршава великим дугуљастим узвишењем, туберозношћу тибије, која даје везу за пателарни лигамент ; бурза интервенише између дубоке површине лигамента и дела кости непосредно изнад туберозности.
Постериорно, кондили су одвојени један од другог плитком депресијом, задњом интеркондилоидном фосом, која даје везу за део задњег укрштеног лигамента коленог зглоба . Медијални кондил има позади дубоки попречни жлеб, за уметање тетиве семимембранозуса .
Његова медијална површина је конвексна, храпава и истакнута; даје причвршћивање за медијални колатерални лигамент .
Латерални кондил са задње стране представља равну зглобну фасету, скоро кружног облика, усмерену надоле, уназад и бочно, за артикулацију са главом фибуле. Бочна површина му је конвексна, храпава и истакнута напред: на њој је узвишење, које се налази у нивоу са горњом ивицом туберозитета и на споју његове предње и бочне површине, за причвршћивање илиотибијалне траке . Непосредно испод овога полази део екстензора дигиторум лонгус и убацује се клизни део тетиве бицепса фемориса.

### Тело
Тело голењачњ или осовина је троугластог попречног пресека и има три површине (задњу, медијална и бочна) и три ивице (предњу, међукоштану и медијалну).

#### Површине
Медијална површина, која се обично назива потколеница, ограничена је предњом и медијалном границом. Она је поткожна, што значи да постоји само мало масти између кости и коже и да нема мишићних спојева дуж њеног већег дела. Због тога је медијална површина опипљива дуж целе дужине антеромедијалног аспекта ноге. 
Бочна површина је везана предњим и међукоштаним рубовима и покривена је мишићима предњег дела ноге. 
Задња површина је ограничена међукоштаним и медијалним ивицама и карактерише је линија табана која дијагонално прелази ову површину.

#### Ивице
Од три ивице, предња  је најистакнутија. Може се видети као изразита ивица која почиње од тибијалне туберозе и спушта се све до дисталног дела кости. 
Предњи гребен или ивица, најистакнутија је од три ив ице, почиње изнад туберозитета , а завршава се испод на предњој ивици медијалног маллеола. Вијугава је и истакнута у горње две трећине свог обима, али је глатка и заобљена одоздо. Омогућава причвршћивање за дубоку фасцију ноге.
Међукоштана ивица почиње инфериорно у односу на туберкулозу илиотибијалног тракта и спушта се низ бочну површину голењаче. Ова граница се повезује са међукоштаном границом лишњаче преко међукоштане мембране. На доњем крају тибије, међукоштана граница је замењена фибуларним зарезом у који се уклапа дистални крај лишњаче. 
Медијална ивица је најистакнутија на медијалном делу средње трећине голењаче. Она је глатка и заобљена изнад и испод, али више истакнута у центру. Почиње на задњем делу медијалног кондила, а завршава се на задњој граници медијалног маллеола; својим горњим делом се везује за тибијални колатерални лигамент коленског зглоба у обиму од око 5 цм, и инсерцију за нека влакна поплитеус мишића . Из његове средње трећине потичу нека влакна мишића солеуса и флексора дигиторум лонгус .

### Дистални (доњи) окрајак
Дистални крај голењаче је много мањи од проксималног краја и у облику је четворостране пирамиде, који се продужава надоле и на својој унутрашњој страни као јак пирамидални наставак има, унутрашњи глежањ (маллеолус). Доњи окрајак голењаче заједно са лишњачом и талусом чини скочни зглоб.

#### Површине
Предња површина –  је глатка и заобљена одозго и покривена је тетивама мишића екстензора; његова доња ивица представља грубо попречно удубљење за причвршћивање зглобне капсуле скочног зглоба.
Задња површина –  пресеца плитки жлеб усмерен косо надоле и медијално, који се наставља са сличним жлебом на задњој површини талуса и служи за пролаз тетиве Флекор халлуцис лонгус .
Бочна површина –  представља троугласту храпаву депресију за причвршћивање доњег интеркостног лигамента који га повезује са фибулом; доњи део овог удубљења је гладак, прекривен хрскавицом у свежем стању и зглобљен са фибулом. Површина је омеђена двема истакнутим ивицама ( предњим и задњим коликулусима), које се одозго настављају са међукоштаним гребеном ; омогућавају везивање за предње и задње лигаменте бочног глежња.
Медијална површина –  
Доња зглобна површина – је четвороугаона и глатка за артикулацију са талусом. Од напред је удубљена, напред је шира него позади, а од позади је попречна на благом узвишењу, раздвајајући два удубљења. Континуирано је са оним на унутрашњем глежњу..

## Галерија
- Longitudinal section of tibia showing interior
- Right knee-joint. Anterior view.
- Right knee joint from the front, showing interior ligaments
- Left knee joint from behind, showing interior ligaments
- Left talocrural joint
- Coronal section through right talocrural and talocalcaneal joints
- Dorsum of Foot. Ankle joint. Deep dissection
- Dorsum of Foot. Ankle joint. Deep dissection
- Ankle joint. Deep dissection. Anterior view
- Bones of the right leg. Anterior surface
- Bones of the right leg. Posterior surface
- Dorsum of Foot. Ankle joint. Deep dissection.
- Ankle joint. Deep dissection.
- Ankle joint. Deep dissection.
- Ankle joint. Deep dissection.
- Ankle joint. Deep dissection.
- Tibia Anatomy